# NSB 71 sorozat
Az NSB 71 sorozat egy norvég 15 kV, 16⅔ Hz váltakozó áramú, eredetileg háromrészes nagysebességű villamosmotorvonat-sorozat. Az Flytoget üzemelteti a Gardermo vonalon a Oslo–Gardermoeni repülőtér kiszolgálására. Összesen 16 db készült belőle 1997 és 1998 között az ADtranz és a Strommen gyáraiban. A vonatok megegyeznek az NSB 73-as motorvonat sorozattal. Közlekedésük során több kisebb-nagyobb balesetben is részt vettek, köztük egy halálos kimenetelűben is. A szerelvényeket gyakran bírálták, mert fogyatékosok nehezen tudják használni. 2009-re az összes vonat kibővült egy negyedik kocsival. A járművek alapja az SJ X2000-es motorvonat sorozat, azonban nincs benne billenő technika, és eredetileg csak három részesek voltak.